# Кано (княжество)
Княжество Кано (яп. 加納藩 Кано-хан) — феодальное княжество (хан) в Японии периода Эдо (1601—1871), в провинции Мино региона Тосандо на острове Хонсю (современная префектура Гифу).

## Краткая история
Административный центр княжества: замок Кано (современный город Гифу, префектура Гифу).
Доход хана:
- 1601-1632 годы — 100 000 коку риса
- 1632-1639 годы — 50 000 коку
- 1639-1711 годы — 70 000 коку риса
- 1711-1756 годы — 55 000 коку
- 1756-1871 годы — 32 000 коку риса

Перед битвой при Сэкигахара замок Гифу (岐阜?) в провинции Мино принадлежал Оде Хидэнобу (1580—1605), внуку Оды Нобунаги. Во время войны Ода Хидэнобу перешел на сторону Исиды Мицунари в его противостоянии с Токугавой Иэясу. После победы Токугавы Иэясу в битве при Сэкигахара он конфисковал у Оды Хидэнобу его владения. Замок Гифу был разобран. В 1601 году Токугава Иэясу разрешил своему зятю Окудайре Нобумасе (1555—1615) построить на месте Гифу новый замок Кано (加納?). Окудайра Нобумаса построил для себя замок Кано и стал первым даймё одноимённого княжества. В 1602 году Окудайра Нобумаса передал власть в домене своему сыну Окудайре Тадамасе (1580—1614), но продолжал фактически управлять княжеством. В 1614 году третьим правителем Кано-хана стал Окудайра Тадатака (1608—1632), который скончался в 1632 году, не оставив после себя наследников.
В 1632-1639 году правителем Кано-хана был Окубо Тадамото (1604—1670), бывший даймё Кисаи-хана в провинции Мусаси. В 1639 году он был переведен в Акаси-хан (провинция Харима).
В 1639-1711 годах доменом управлял род Мацудайра (ветвь Тода). В 1639 году из Акаси-хана в замок Кано был переведен Мацудайра Мицусигэ (1622—1668). В 1668 году ему наследовал старший сын Мацудайра Мицунага (1643—1705). В 1705-1711 годах Кано-ханом владел Мацудайра Мицухито (1674—1717), старший сын Мицунаги. В 1711 году он был переведен в Ёдо-хан (провинция Ямасиро).
В 1711-1756 годах Кано-хан принадлежал роду Андо. В 1711 году из Мацуяма-хана (провинция Биттю) в замок Кано был переведен Андо Нобутомо (1671—1732). В 1732 году после смерти Нобутомо вторым даймё стал его приемный сын Андо Нобутада (1717—1771), который в 1755 году уступил власть в домене своему второму сыну Андо Нобунари (1743—1810). В 1756 году Андо Нобунари был переведен в Ивакитайра-хан в провинции Муцу.

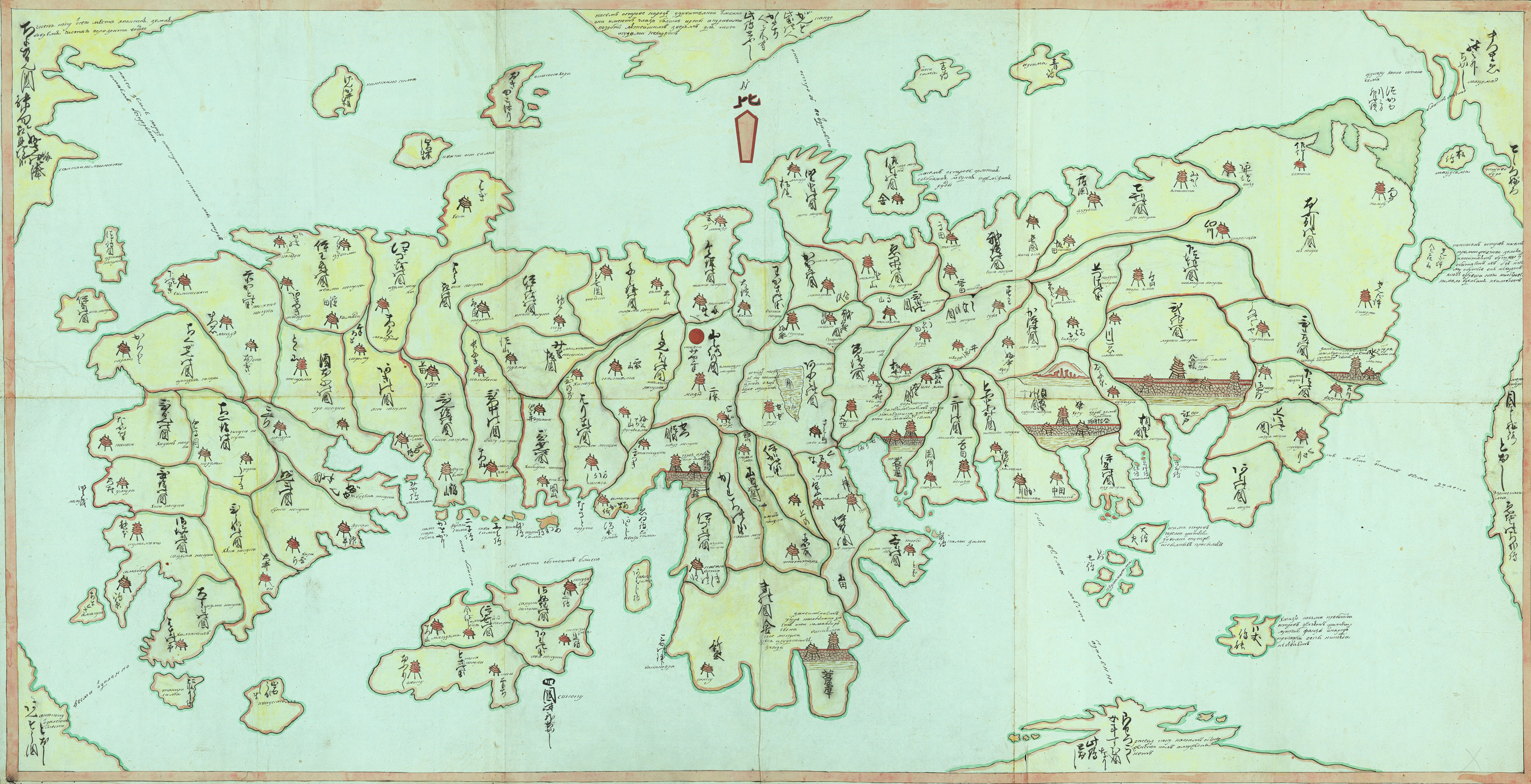
Карта Японии 1789 года

В 1756-1871 годах Кано-ханом владел род Нагаи. В 1756 году первым правителем домена стал Нагаи Наонобу (1698—1763), бывший владелец Ивацуки-хана (провинция Мусаси). Его потомки управляли княжеством вплоть до 1871 года.
Кано-хан был ликвидирован в 1871 году. Территория княжества вошла в состав префектуры Гифу.

## Правители княжества
- Род Окудайра, 1601—1632 (фудай-даймё)

| № | Имя               | Имя      | Годы правления | Годы жизни  | Примечания                               |
| - | ----------------- | -------- | -------------- | ----------- | ---------------------------------------- |
| 1 | Окудайра Нобумаса | 奥平信昌 | 1601 — 1602    | 1555 — 1615 | Старший сын Окудайры Садаёси (1537—1599) |
| 2 | Окудайра Тадамаса | 奥平忠政 | 1602 — 1614    | 1580 — 1614 | Третий сын Окудайры Нобумасы             |
| 3 | Окудайра Тадатака | 奥平忠隆 | 1614 — 1632    | 1608 — 1632 | Старший сын Окудайры Тадамасы            |

- Род Окубо, 1632—1639 (фудай-даймё)

| № | Имя            | Имя        | Годы правления | Годы жизни  | Примечания                    |
| - | -------------- | ---------- | -------------- | ----------- | ----------------------------- |
| 1 | Окубо Тадамото | 大久保忠職 | 1632 — 1639    | 1604 — 1670 | Сын и преемник Окубо Тадацунэ |

- Род Мацудайра (ветвь Тода), 1639—1711 (фудай-даймё)

| № | Имя                | Имя                   | Годы правления | Годы жизни  | Примечания                                                  |
| - | ------------------ | --------------------- | -------------- | ----------- | ----------------------------------------------------------- |
| 1 | Мацудайра Мицусигэ | 松平光重 (戸田松平家) | 1639 — 1668    | 1622 — 1668 | Старший сын Мацудайры Тадамицу, усыновлён Мацудайрой Ясунао |
| 2 | Мацудайра Мицунага | 松平光永              | 1668 — 1705    | 1643 — 1705 | Старший сын и преемник Мацудайры Мицусигэ                   |
| 3 | Мацудайра Мицухиро | 松平光煕              | 1705 — 1711    | 1674 — 1717 | Старший сын Мацудайры Мицунаги                              |

- Род Андо, 1711—1756 (фудай-даймё)

| № | Имя           | Имя      | Годы правления | Годы жизни  | Примечания                                 |
| - | ------------- | -------- | -------------- | ----------- | ------------------------------------------ |
| 1 | Андо Нобутомо | 安藤信友 | 1711 — 1732    | 1671 — 1732 | Старший сын и преемник Андо Сигэхиро       |
| 2 | Андо Нобутада | 安藤信尹 | 1732 — 1755    | 1717 — 1771 | Сын Андо Нобутики, усыновлён Андо Нобутомо |
| 3 | Андо Нобунари | 安藤信成 | 1755 — 1756    | 1743 — 1810 | Второй сын и преемник Андо Нобутады        |

- Род Нагаи, 1756—1871 (фудай-даймё)

| № | Имя           | Имя      | Годы правления | Годы жизни  | Примечания                                    |
| - | ------------- | -------- | -------------- | ----------- | --------------------------------------------- |
| 1 | Нагаи Наонобу | 永井直陳 | 1756 — 1762    | 1698 — 1763 | Третий сын Нагаи Наохиро                      |
| 2 | Нагаи Наомицу | 永井尚備 | 1762 — 1769    | 1743 — 1769 | Внук и преемник Нагаи Наонобу                 |
| 3 | Нагаи Наохиса | 永井直旧 | 1769 — 1790    | 1768 — 1790 | Старший сын Нагаи Наомицу                     |
| 4 | Нагаи Наосукэ | 永井尚佐 | 1790 — 1839    | 1783 — 1839 | Внук Нагаи Наомицу                            |
| 5 | Нагаи Наонори | 永井尚典 | 1839 — 1862    | 1810 — 1885 | Третий сын и преемник Нагаи Наосукэ           |
| 6 | Нагаи Наокото | 永井尚服 | 1862 — 1871    | 1834 — 1885 | Сын Итакуры Кацутоси, усыновлён Нагаи Наонори |